# San Carlos (Córdoba)

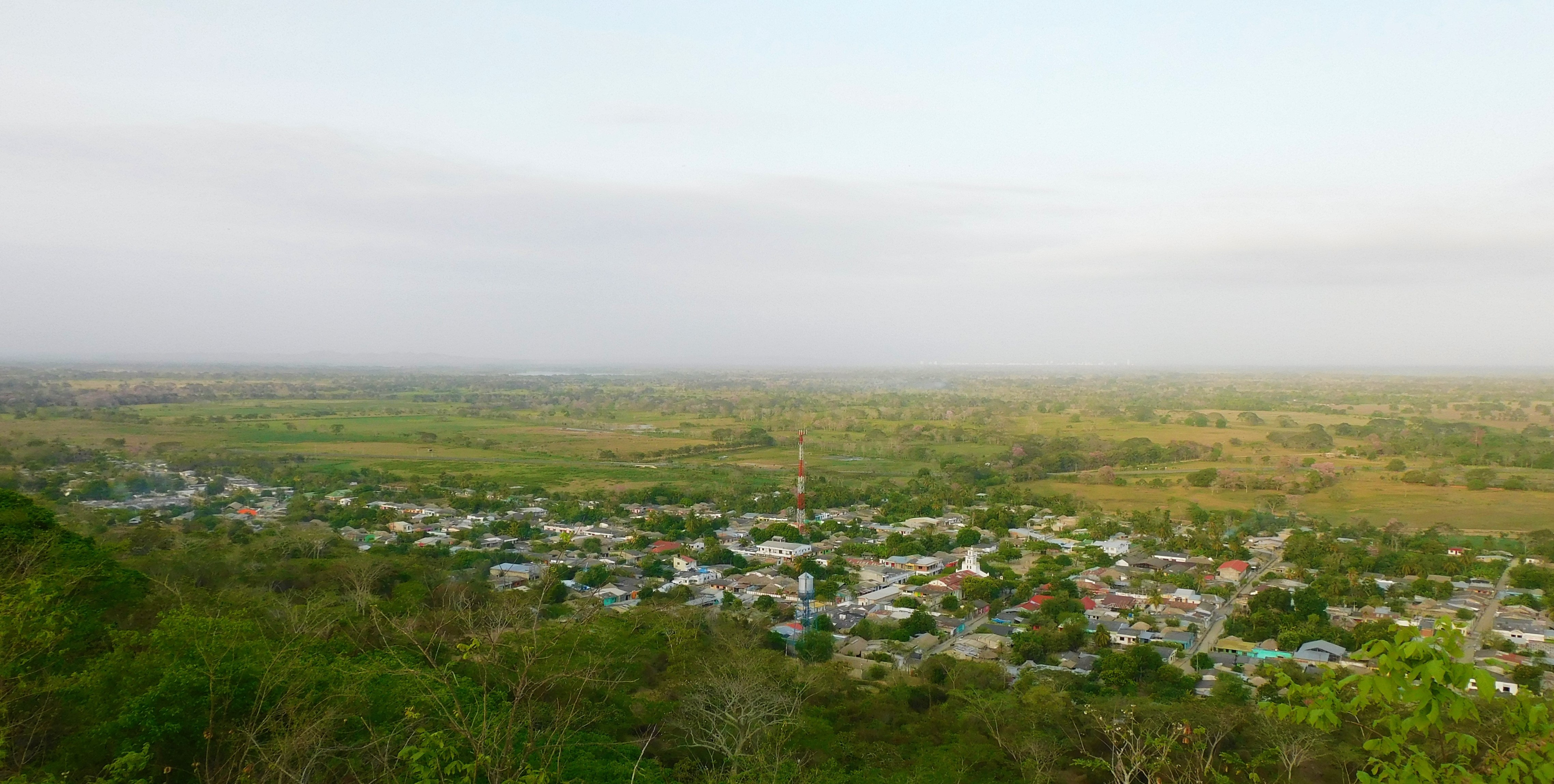
Vista general

San Carlos de Colosiná es un municipio de Colombia, situado en el norte del país, en el departamento de Córdoba (subregión del Sinú medio) perteneciente al área metropolitana de Montería. La cabecera municipal está localizada a los 8° 48' 02 de latitud norte y los 75° 42' 08 de longitud occidental. Se encuentra a 36,1 km de la capital, Montería, el tiempo en ruta entre las dos ciudades es de aproximadamente 46 minutos. Limita por el norte con Cereté y Ciénaga de Oro, por el este con Ciénaga de Oro y Pueblo Nuevo, por el sur con Planeta Rica y Montería y por el oeste con Montería.

## División Político-Administrativa
Además, de su Cabecera municipal. San Carlos tiene bajo su jurisdicción los siguientes Centros poblados:
- Cabuya
- Calle Larga
- Callemar
- Carrizal
- Cienaguita
- El Campano
- El Charco
- El Hato
- Guacharacal
- Las Tinas
- Los Caños
- Remedio Pobre
- San Miguel
- Santa Rosa

## Historia

### Ocupación del territorio en la época precolombina
La ocupación del territorio de lo que hoy conocemos como Córdoba estaba habitada por los zenúes, cuyo territorio estaba distribuido administrativamente en tres grupos o familias: Panzenú que estaba ubicada entre los ríos San Jorge, el bajo Cauca, la Ciénaga de Ayapel, bajo la autoridad del cacique Yapel; Zenúfana ubicada en el valle del río Nechí, gobernado por el cacique Nutibara y Finzenú ubicada en el valle del río Sinú gobernado por la cacique Tota.
Se han encontrado una gran cantidad de vestigios arqueológicos, consistentes en fragmentos cerámicos, objetos de piedra y restos óseos humanos en San Carlos en sitios como Remedia Pobre, Las Pinturas, Las Pachacas, Arroyo Burgos, Arroyo Grande, Santa Rosa, Los Cerros de Manchego, La Barra Belén, El Hato, La Coroza, San Miguel y Cabuya que evidencian que en la época precolombina existieron allí asentamientos de la cultura Zenú.

### Fundación de San Carlos en la segunda mitad delsigloXVIII
En 1739, al crear el partido del Sinú, con sede en Santa Cruz de Lorica, el caserío de Colosimá formaba parte de dicha jurisdicción. Y en 1763 le son adjudicadas como merced de tierras 15 caballerías de sus fértiles terrenos al capitán Luis Goméz de Barragán, hermano de Tomás, también encomendero de las zapaterías de Bugre y Malagana.
La fecha de fundación de San Carlos ha tenido una serie de errores, pues en ningún momento la fundación sería el 1 de abril de 1745 ya que esta fecha es según la descripción de la quinta salida del congregador de pueblos o sea de Antonio de la Torre y Miranda, la fundación de San Jerónimo de Buenavista hoy Montería, y en ningún momento su fundador sería Juan de Torrezar Díaz Pimienta ya que éste era el gobernador de Cartagena quien habría encargado a De la Torre y Miranda para que fundara pueblos lo cual hizo "en 6 salidas o viajes que realizó entre el 12 de agosto de 1774 y el 11 de Marzo de 1779 cuando protocolizó las actas de posesión de ejidos y distritos de San Juan Nepomuceno y San Cayetano ante el escribano de El Carmen".
Tampoco es cierta la versión que San Carlos había sido refundada por De la Torre ya que "para la época en mención en el territorio que hoy ocupa San Carlos no existían rancherías sino que contaba con una comunidad aborigen dispersa en pequeños poblados como Remedia Pobre, el Hato, la Coroza, Cabuya, Arroyo Grande, Arroyo Burgos, Santa Rosa y Manchego cerca donde fue fundado San Carlos, además no hay ninguna prueba de la existencia del cacique Colosiná que pudo ser como lo expresa (Abad Hoyos, 1998) eran más bien datos de toponimias que celebraban en voz nativa acontecimientos de procedencia natural como: Colosimá (Tierra de abundancia) y por lo tanto queda claro que esta versión no es válida ya que San Carlos no fue fundada en el año de 1745"
La siguiente es la versión que da Orlando Fals Borda y que cita José Félix Alcorro en su libro San Carlos de Colosimá. Su geografía, historia y cultura. "Antonio De la Torre al pisar el suelo de Montería había llegado al fin del mundo conocido. Pensó el congregador de pueblos seguir río arriba con su fiel Lorenzo, Pero desistió por razones obvias: el peligro de los tunucunas, las pésimas condiciones de viaje por no ser selva virgen inhóspita, y por sentirse al fin cansado, cambio por eso el rumbo pensando en el sosiego de Corozal, y se acercó por el río y la ciénaga grande (que era más extensa que hoy) a la montaña de Colosimá para entrar en contacto con los vecinos dados a tierras de labor y de montería que vivían dispersos por esos lados. Fundó entonces en honor al rey, Carlos III de España, el 3 de mayo de 1777, el pueblo de San Carlos de Colosimá"
Una mayor descripción de los acontecimientos que enmarcaron la fundación de San Carlos se encuentran plasmados en otros escritos que vale la pena analizar como es el caso de (Moreno de Ángel) donde consigna:
Durante su recorrido don Antonio de la Torre y Miranda recogieron 20 familias que estaban radicadas en Palo Alto o Sajú (como Sajú se conoce al mono capuchino). Cuando salieron de esta población las familias dejaron allí la imagen San Antonio de Padua y se trajeron la de San Gregorio.
En el sitio escogido para la nueva fundación corría el caño el floral, el cual se desprende del río Sinú un poco arriba de Montería y va a desembocar en el brazo de Aguas Prietas del Sinú. En la margen derecha de dicho caño, don Antonio De la Torre y Miranda delineó la nueva población el 3 de mayo de 1777 y repartió solares a 108 familias integradas por un total de 480 personas. La escogencia del nombre para la nueva población, se hizo en homenaje al monarca español Carlos III.
En su noticia individual explicó el congregador: " A orillas de la montaña de Colosimá y a orillas de un pequeño río que derrama en el Sinú , fundé la nueva población de San Carlos, de 180 familias con 408 almas: los vecinos de esta población aventajan en tierras de labor y de montería a las de más de aquella costa, por gozar de todas las credenciales de agua y tierra de que sacan crecidas utilidades."

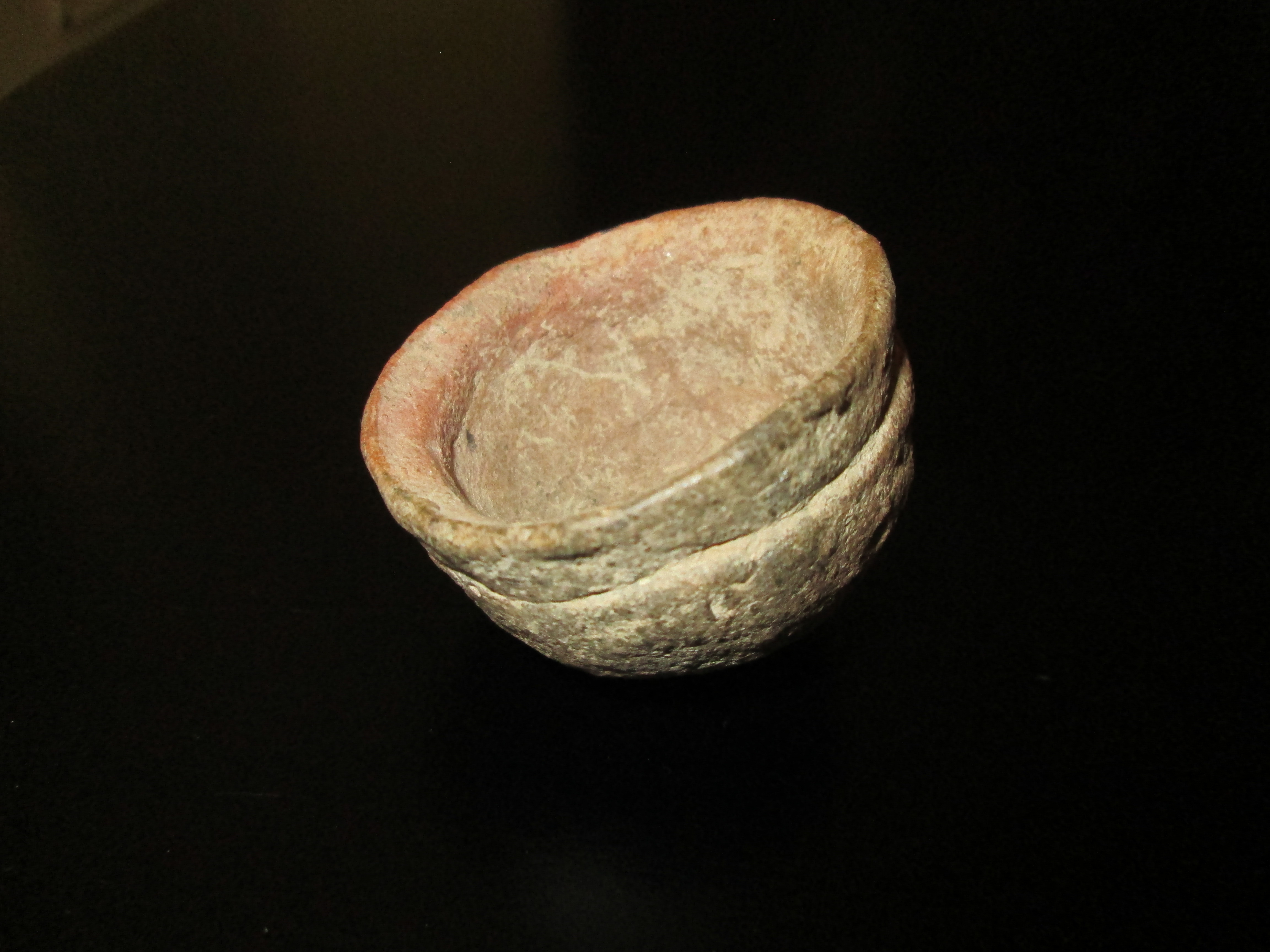
Vasija pequeña Zenú.

Al respecto se puede clarificar que en el quinto viaje Antonio de la Torre muy probablemente salió de la antigua base de control misional regional ubicada en San Juan de las Palmas por vía acuática río arriba en champán y barquetas con poca gente como él mismo lo testifica, por lo que no pudo recoger en Palo Alto o Sajú a las 20 familias para que viajaran con él; es muy probable que sus cabos y exploradores venían haciendo ubicaciones de familias en lo que sería su lugar de vivienda como lo habían hecho antes cuando organizaron a San Antonio de Ciénaga de Oro el 15 de diciembre de 1776.
Es muy probable que la presencia de las 108 familias integradas por las 480 personas estén muy relacionadas con los acontecimientos que se estaban desarrollando en Cereté en la segunda mitad del siglo XVIII y que tiene que ver con la llegada de núcleos poblacionales dispersos, provenientes de Santa Cruz de Lorica, Momil, San Andrés, Sampués, Chinú, San Benito Abad, San Antero, Tolú, Sincelejo, Mompox, y Cartagena, de condición mestizos, pardos, mulatos, zambos, blancos criollos y otros de ascendencia hispánica y libres de cualquier control fiscal, policivo y religioso y que se ubicaron algunos al sur y otros al este y norte y que tiempo después algunos fueron trasladados, otros agregados a los sitios que hoy corresponden a San Carlos, San Pelayo y Montería.
Podemos asegurar que algunas de las primeras familias congregadas en San Carlos procedían de Palo Quemao hoy Sahagún como lo expresan: "al salir de Palo Quemao las 40 familias se llevaron con ellas la estatua de San Antonio de Padua y parte de los ornamentos y retablos de la antigua iglesia. Posteriormente la estatua de San Gregorio y el resto de ornamentos y retablos que adornaban la iglesia de Palo Quemao fueron trasladados a la iglesia de la nueva población de San Carlos de Colosimá por adjudicación ordenada por el congregador.
"Algunos cronistas españoles dejaron testimonios de que San Carlos, conocida con el nombre de Colosimá (tierra de abundancia), constituía un importante emporio de riqueza y desarrollo.

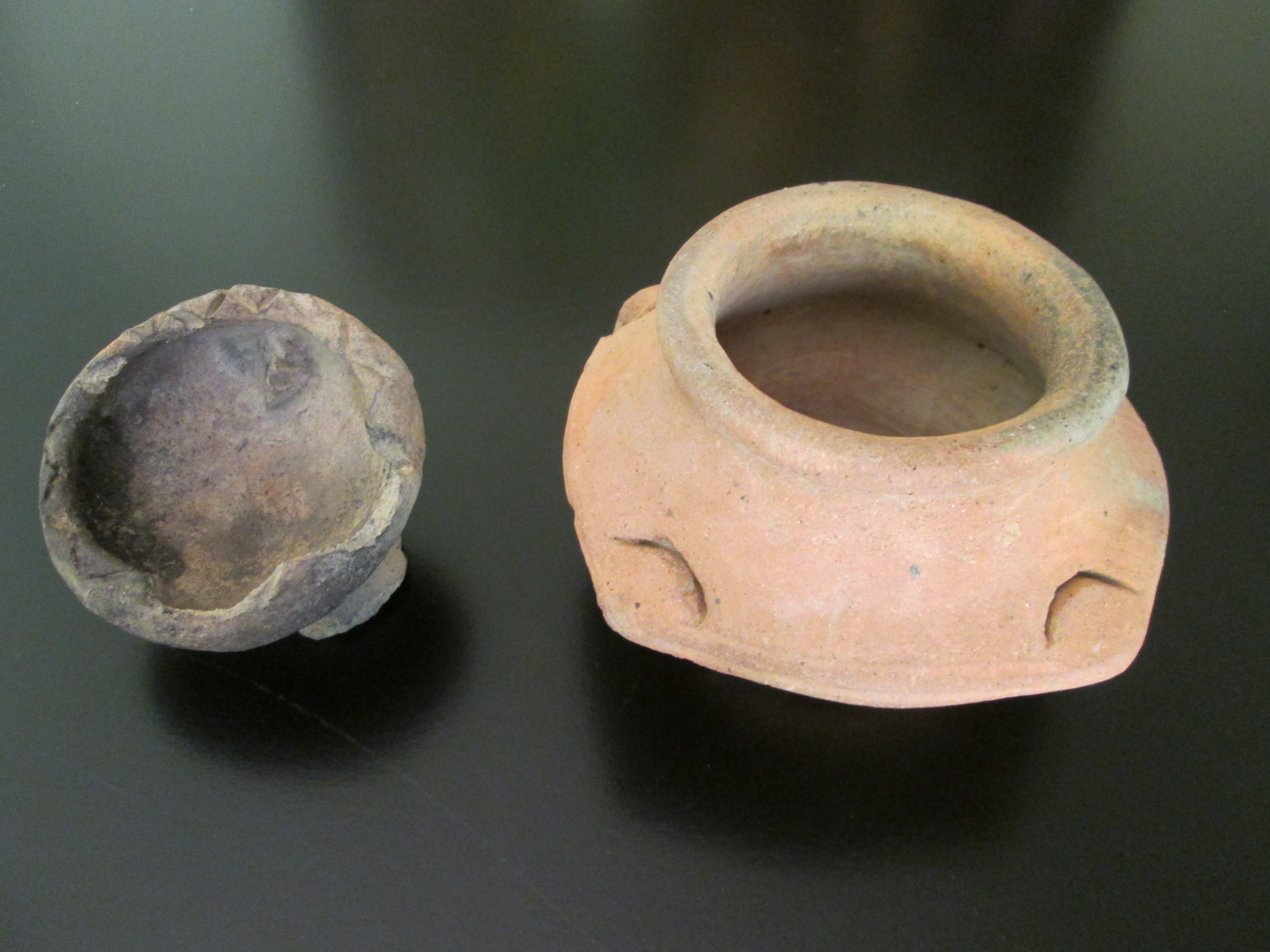
Fragmentos de vasijas ceremoniales.

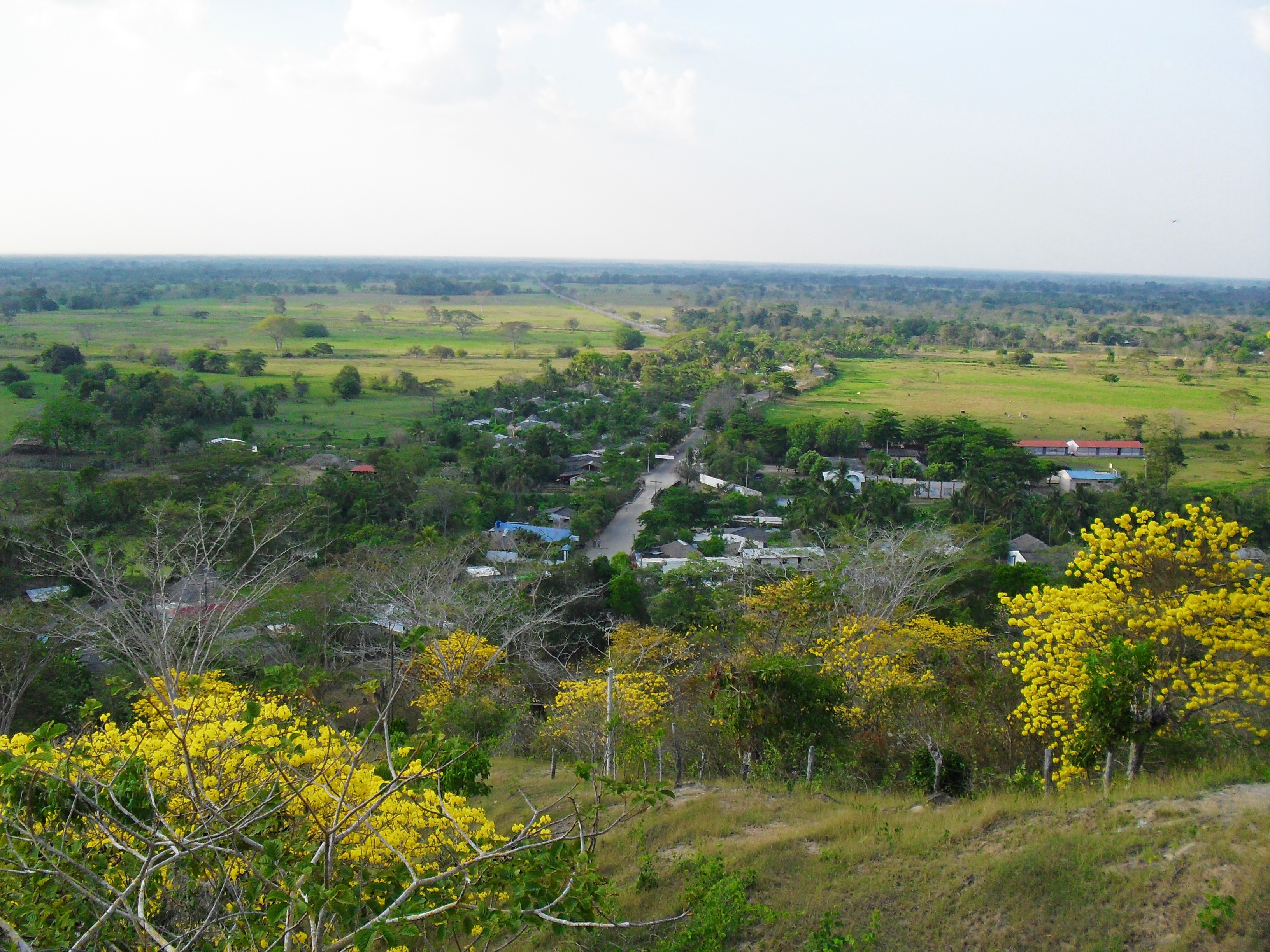
Entrada principal a la cabecera municipal con el barrio castilleral al fondo.

Los primeros barrios que se formaron fueron Cuiva (Tierra del más allá) y Guarumal. Con el tiempo en torno a la ciénaga de la Coroza (desecada por el INCORA para un programa de parcelación de tierras entre 1964 y 1968) se establecieron familias de pescadores que conformaron los caseríos de Cabuya, La Costa, Guayabal y Cantarrana.

### Evolución político-administrativa de San Carlos
1. En 1833 figura como parroquia del cantón de la provincia de Cartagena, cuya cabecera era la villa de Santa Cruz de Lorica;
2. de 1852 a 1857 fue distrito de la provincia de Cartagena; de 1857 a 1862 distrito del departamento del Sinú;
3. de 1862 a 1866, distrito de la provincia de Juan José Nieto con capital Ciénaga de Oro;
4. de 1886 a 1911, corregimiento de Ciénaga de Oro;
5. de 1912 a 1923, distrito de la provincia del Alto Sinú con cabecera en Montería;
6. y en 1923 fue elevado a la categoría de municipio, mediante ordenanza N.º 42 del 27 de abril por la asamblea Departamental de Bolívar."[3]
7. El 25 de enero de 2024, municipio del área Metropolitana de Montería.  https://www.monteria.gov.co/publicaciones/4675/alcaldes-firmaron-acuerdo-de-voluntad-para-la-conformacion-del-area-metropolitana-de-monteria/

## Geografía

### Descripción física
Dentro de la caracterización geomorfológica del municipio de San Carlos está la de presentar tres tipos de regiones.
Región Norte: se localiza del centro al norte del municipio con relieve plano en donde las principales unidades fisiográficas son: abanicos, bajos, llanuras de inundación y diques naturales.
Presenta suelos erosionados, siendo la principal causa tumba, despalite, quema y tala indiscriminada de los bosques. Los árboles maderables están en vía extinción y las llanuras de inundación y zona de embalse de la ciénaga de los quemados y charco grande, están siendo objeto de la construcción de diques y jarillones por parte de terratenientes, para poder mantener pastos y ganados en épocas de invierno, transformando así el estado natural de la región y trayendo como consecuencias inundaciones periódicas en la zona urbana y algunas veredas.
Región Central: localizada en el centro del municipio con relieve ligeramente ondulado a quebrado con pendientes que alcanzan hasta el 25 %. Los suelos están bastantes erosionados debido entre otros factores a la tumba, despalite, quema, tala indiscriminada de los bosques y a las grandes corrientes de agua que se originan en los cerros arrastrando arena y piedras, los cuales se explotan indiscriminadamente en los diferentes arroyos.
Región Sur: se localiza al sur del municipio con relieve quebrado a fuertemente quebrado, presenta cerros con alturas hasta de 250 m s. n. m. y con pendientes que logran superar el 50 %, Los suelos están bastantes erosionados debido entre otros factores a la tumba, despalite, quema, tala indiscriminada de los bosques, a las grandes corrientes de agua que se originan en los cerros y a la ganadería extensiva en áreas de mayor pendiente, produciendo deslizamientos de grandes cantidades de material, arrastrados por los diferentes arroyos que tienen su nacimiento en los cerros.

### Hidrografía
El municipio de San Carlos uno de los municipios con mayor recurso hídrico (arroyos, ciénagas y el legendario Caño de Aguas Prietas), sus campos se han quedado sin agua por la forma como la comunidad irracionalmente destruye la vegetación que crecía a la orilla de los arroyos, a esto se le suma la explotación de arena y piedra, lo que ha conllevado a que los arroyos sean solo socavones sin vida.
En la parte baja destacamos la ciénaga de los quemaos y charco grande; lo mismo que los canales de riego y drenaje, y el caño de aguas prietas donde la gran problemática es la contaminación, por recibir las aguas servidas y residuales de un sector de Montería a través del canal colector y de los canales del ICA contaminado por los agrotóxicos utilizados en el manejo del cultivo del algodón y maíz. La problemática se agudiza una vez los habitantes de las veredas aledañas a estos canales, utilizan sus aguas para el consumo humano por falta del servicio de acueducto, o pozos artesanos que les proporcione agua potable.
En la región centro y sur encontramos una serie de arroyos que se originan en los cerros y atraviesan el municipio en diferentes direcciones.
- Arroyo grande: Es la principal microcuenca, su nacimiento se da en las estribaciones del cerro del mosquito, desemboca en la ciénaga de los quemaos, recorriendo la parte centro-occidental. Posee 10 afluentes como son los arroyos de: Santa Elena, El Piñal, Raizal, El Mamón, Membrillal, El Encanto, La Mina, La Vaca, San Miguel y Arroyo Negro.
- Arroyo el recreo: Nace en el cerro la Barra y vierte sus aguas en la ciénaga de aguas prietas, recorre la parte nor-oriental, posee 2 afluentes de menor caudal; arroyos: Ramos y Santa Rosa que a su vez recibe las aguas de los arroyos Merenga y el Aguacate.
- Arroyo las pinturas: su nacimiento se produce en el cerro de las pinturas, recorriendo la parte oriental continuando su curso en el municipio de pueblo nuevo, posee dos afluentes como son los arroyos: El Cantil y el Ñeque.
- Arroyos de Calle de Agua, La Burra y Los Botes: nacen en el cerro el mango y dirigen su recorrido hacia Planeta Rica, recorriendo la parte sur-oriental para desembocar en arroyo Arenas
- Existen otros arroyos de menor importancia como: Trementino, Los Loranos, El Torrente, El Charco, El Pital, La Palma, toda esta red hidrográfica tiene su nacimiento en la zona oriental y corren en dirección sureste.
- En cuanto a ciénagas se refiere el municipio cuenta con las ciénagas de: Los Quemaos y Charco Grande, con un área de 15 y 314 hectáreas respectivamente.[10]

### Climatología
"Precipitación: Se presenta una temporada seca y una de lluvias durante todo el año. Las lluvias se inician a finales del mes de abril, con precipitaciones que oscilan entre los 100 y 175 mm mensuales y se extienden hasta comienzos del mes de noviembre, agosto es el mes más lluvioso, con precipitaciones promedio de 192 mm mensuales; la época seca va desde mediados del mes de noviembre hasta los primeros días del mes de abril, los mes más secos son meses de enero y febrero.
Temperatura: La temperatura promedio en el municipio es de 27,4 °C con variaciones muy leves durante los meses del año. Las temperaturas más altas se dan en el mes de abril, con promedios de 27,9 °C la temperatura mínima oscila alrededor de los 26,5 °C en el mes de noviembre. Sin embargo en los últimos años se ha venido presentando un aumento de la temperatura debido a factores como la desaparición de la ciénaga de Charco Grande y Los Quemaos, la deforestación del cerro Colosimá y el crecimiento de la selva de concreto en la pavimentación de las calles y avenidas.
Brillo Solar: El número de horas totales anuales de brillo solar en el municipio de San Carlos varía entre los 1700 y 2000 horas/año y según el IDEAM el promedio mensual y anual de brillo solar en el municipio es de 1765 horas/año.
Vientos: El municipio está sometido al régimen de vientos alisios, que provienen del norte y noreste. Predominan los vientos en dirección noroeste a norte, en general la velocidad de estos es baja y por varios días es inferior a 10 km/h. Los periodos de viento se extienden desde diciembre a marzo y desde junio a septiembre, los vientos más fuertes se dan en agosto.

## Economía
El municipio de San Carlos por su situación geográfica y sus características topográficas, posee relaciones comerciales definidas en tres subregiones definidas en dos regiones así: 
- Los corregimientos de Carrizal, Guacharacal, Cieneguita Pozón, Callemar, las veredas y caseríos que los integran las realizan con Montería y Planeta Rica.
- Los corregimientos de Santa Rosa, San Miguel, El Hato, Cabuya , las veredas y caseríos que los conforman lo hacen con Cereté.

Esta desarticulación económica se debe en gran parte a la falta de vías de intercomunicación, a la distancia entre dichos corregimientos y la zona urbana del municipio, así como la falta de incentivos al comercio interno y centros de compras con capacidad para adquirir la oferta de productos agrícolas (acopio).
Analizando la vocación productiva del municipio (agropecuaria) y los índices de comercialización interna y externa se puede establecer que el municipio no participa activa y directamente en los mercados regionales, nacionales e internacionales.
Teniendo en cuenta el conceso agropecuario realizado por la UMATA se establece que el 8,40 % del área total del municipio son utilizadas a cultivos transitorios donde predomina el Maíz tradicional, algodón, arroz tradicional, yuca, plátano, ñame, fríjol y hortalizas, el 0,90 % se dedica a cultivos permanentes y semipermanentes como la yuca, el ñame y los frutales a gran escala, la mayor área de explotación la maneja la ganadería extensiva y semi-extensiva con un 87,88 %, algunas de estas áreas de pastos se encuentran asociadas con arbustos, árboles dispersos, vegetación de pantano y parcelas muy pequeñas con cultivos transitorios y/o con cultivos permanentes, los principales ejemplares que se producen son: bovinos, porcinos, ovi-caprinos y caprinos.
La necesidad misma de la población, asociada a la falta de fuentes de empleo ha desarrollado en los últimos años la economía informal; incrementando los negocios particulares, graneros, tiendas, pequeños almacenes, bares, estaderos familiares, vendedores ambulantes de rifas, frutas, comidas rápidas, entre otros.

## Sitios de interés

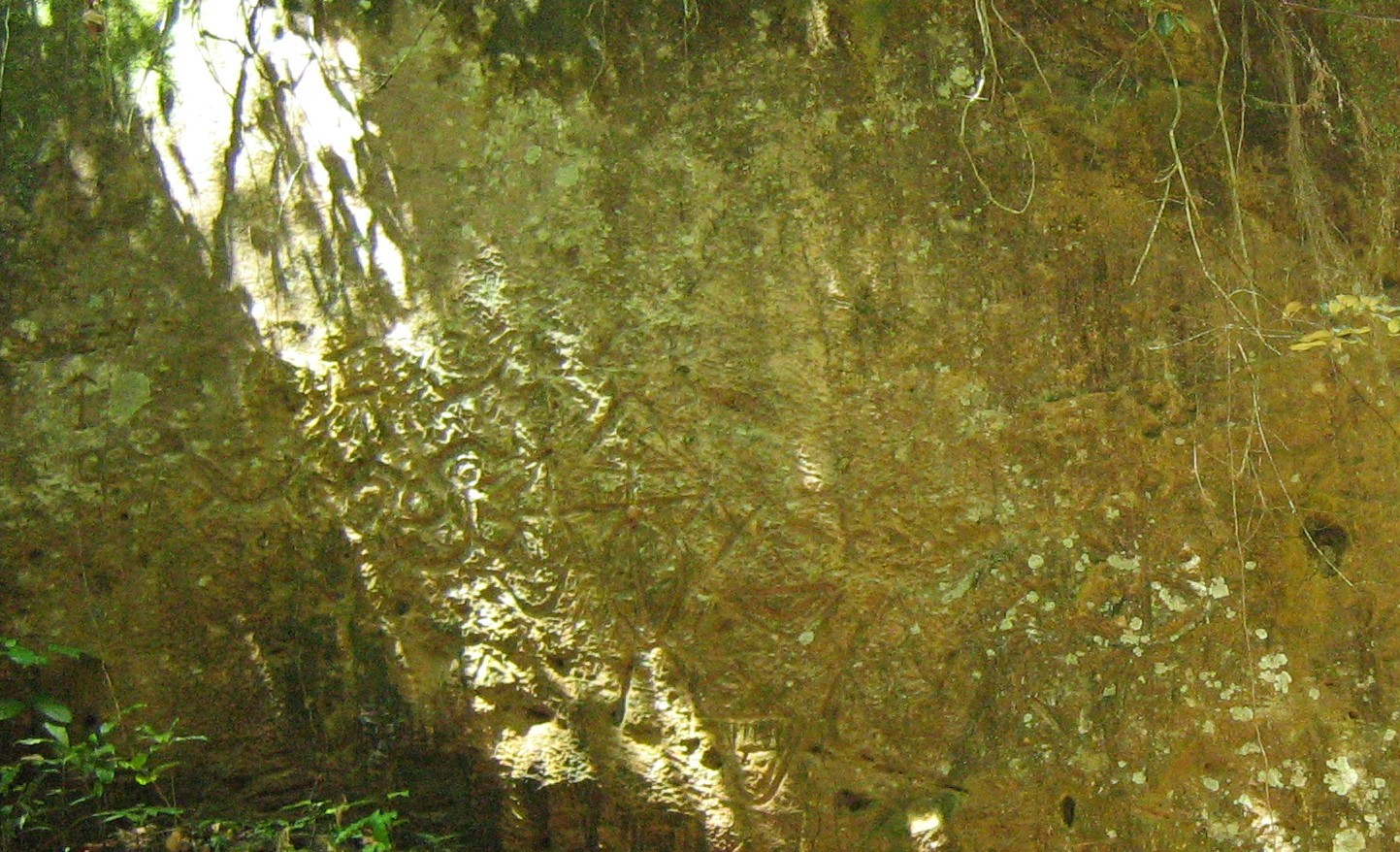
Petroglifo las Pinturas.

### Cuevas de Paso Lento

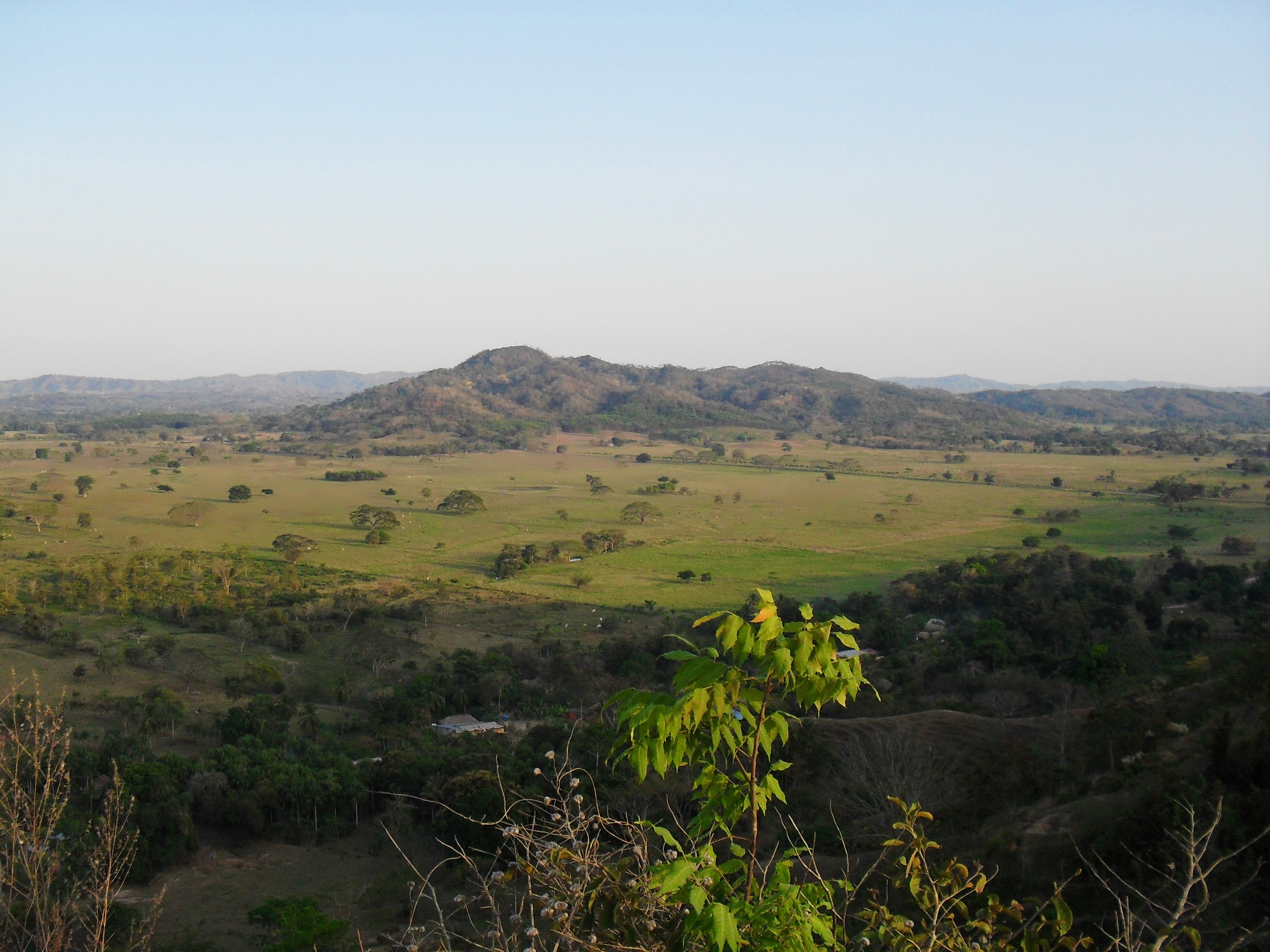
Uno de los cerros tutelares Manchego que posee una caverna.